# ثبت ملی مکان‌های تاریخی

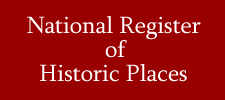
لوگوی ثبت ملی مکان‌های تاریخی

اداره ملی ثبت مکان‌های تاریخی (به انگلیسی: NRHP) فهرستی رسمی از دولت فدرال آمریکاست که وظیفه درج، ثبت و نگهداری از سایت‌ها، ساختمان‌ها، سازه‌ها و اشیاء باارزش را به عهده دارد. املاک فهرست شده در این ثبت ملی، یا واقع شده در یک منطقه تاریخی ملی ثبت شده، ممکن است واجد شرایط دریافت مشوق‌های مالیاتی حاصل از ارزش کل هزینه‌های متحمل شده برای حفاظت از اموال یاد شده باشند.

## نگارخانه

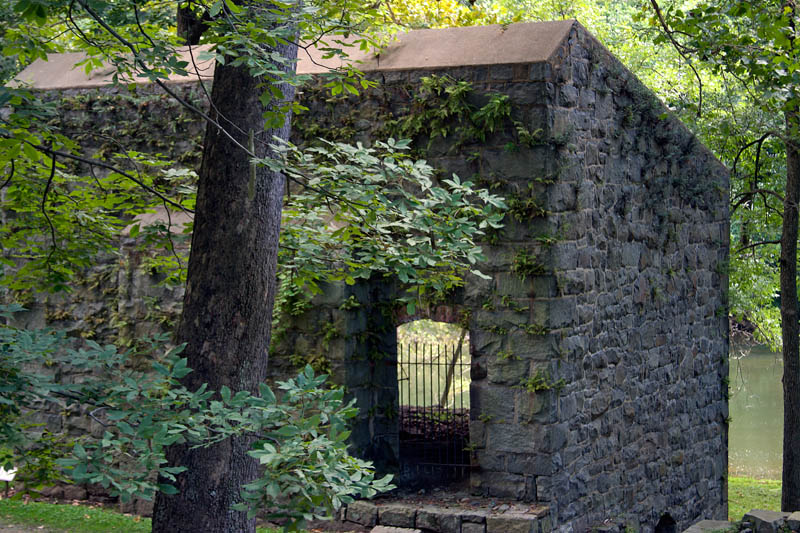
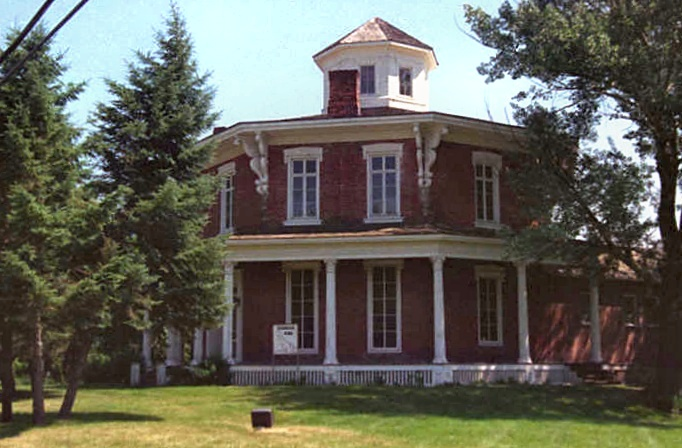
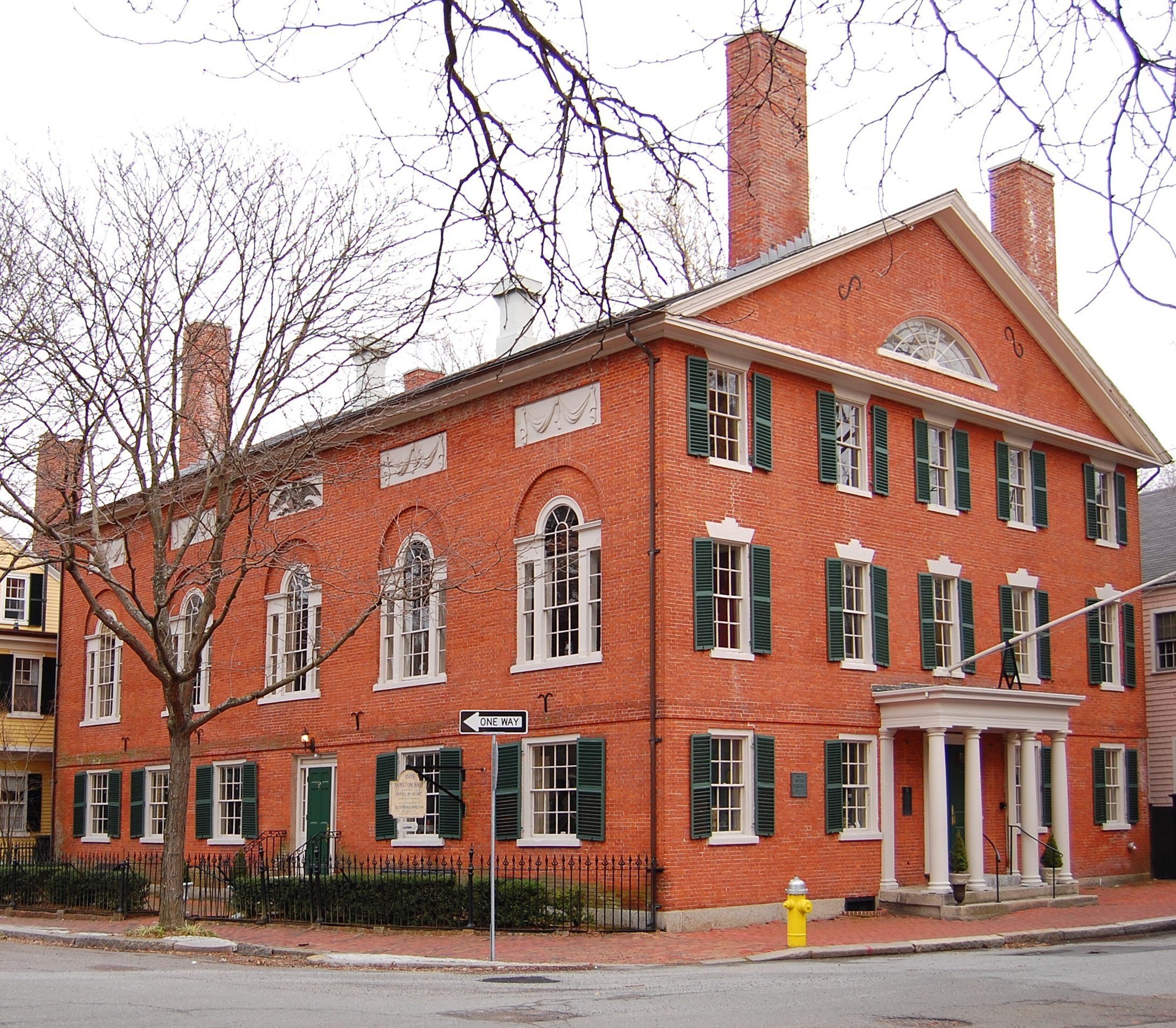
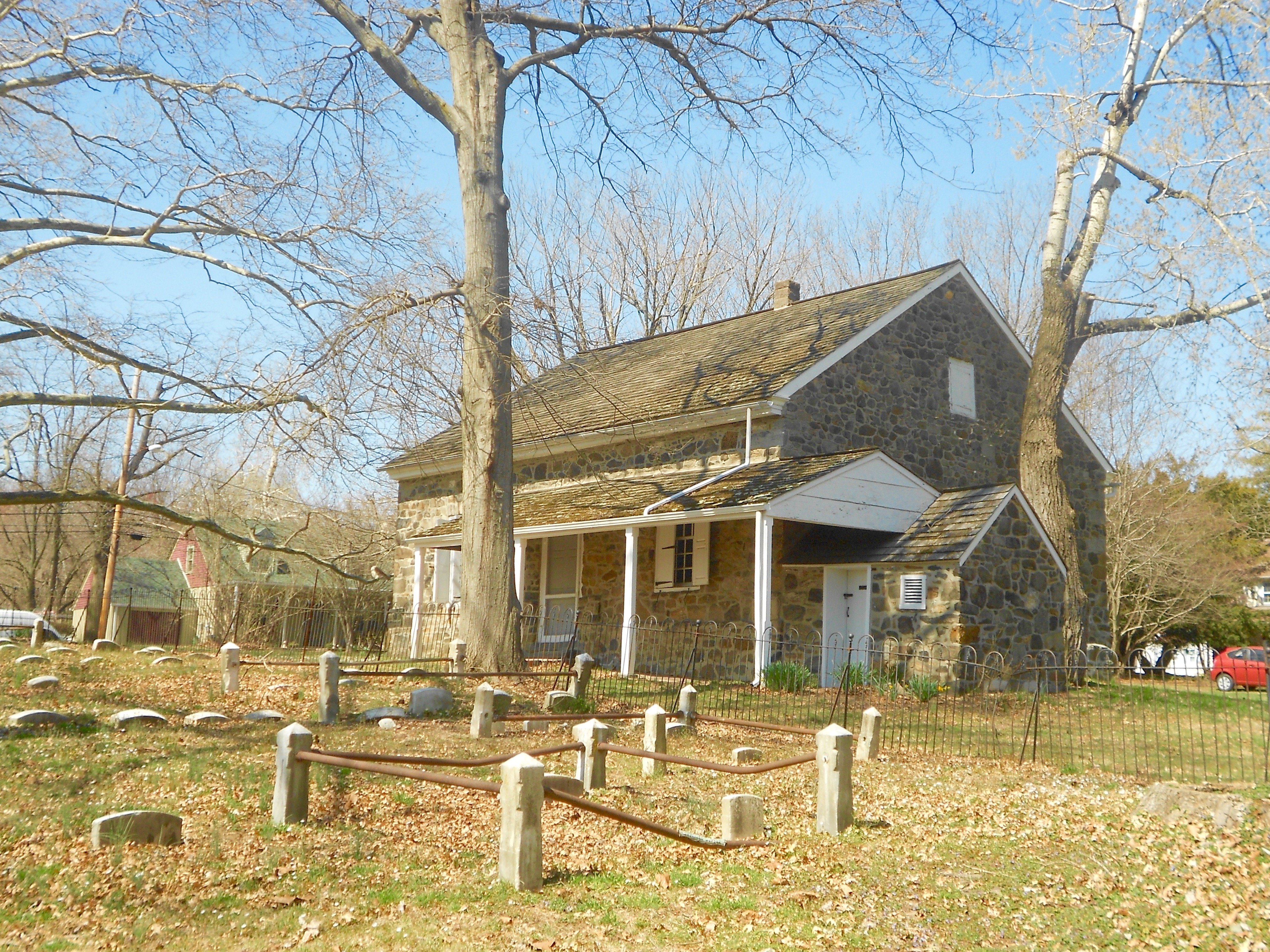
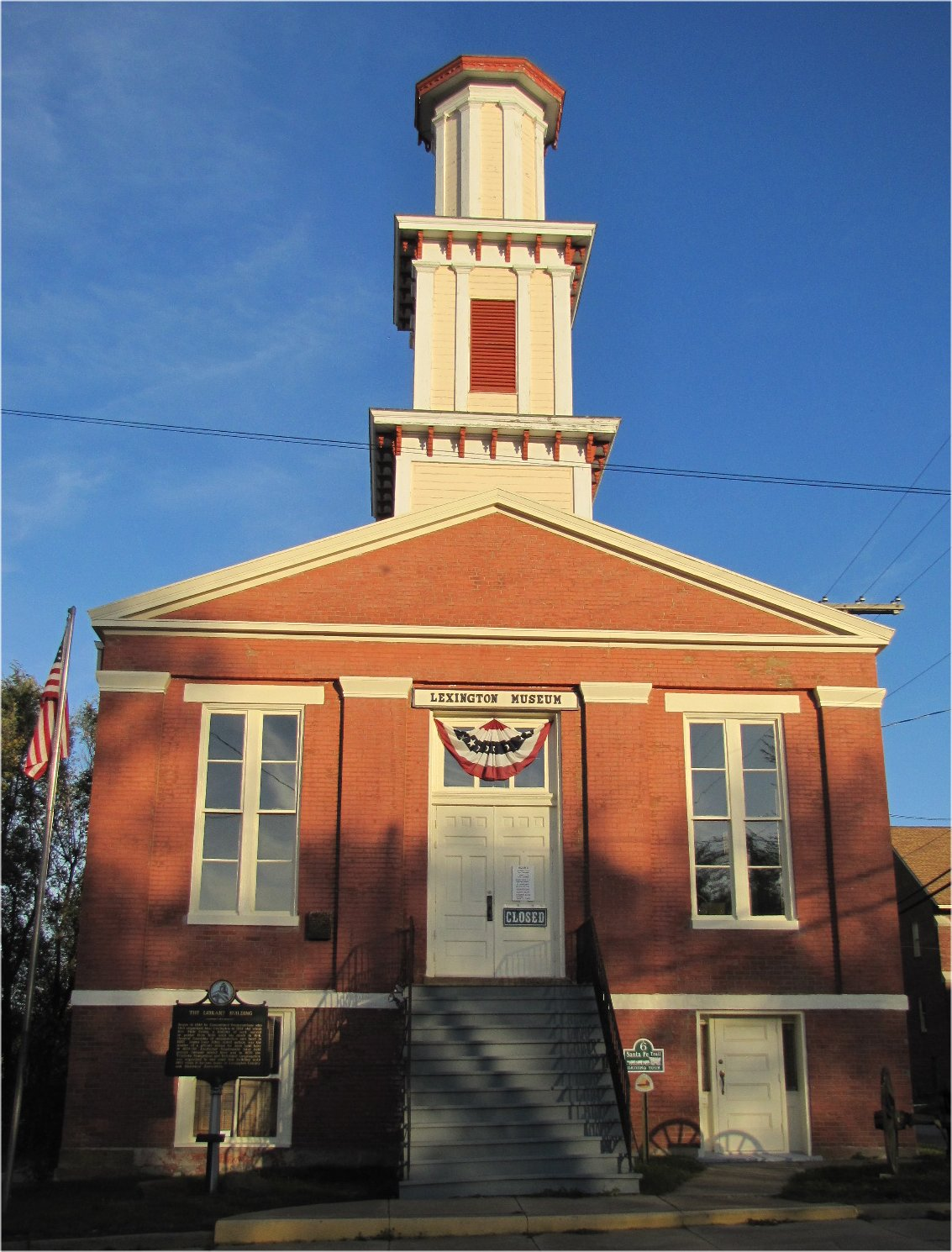
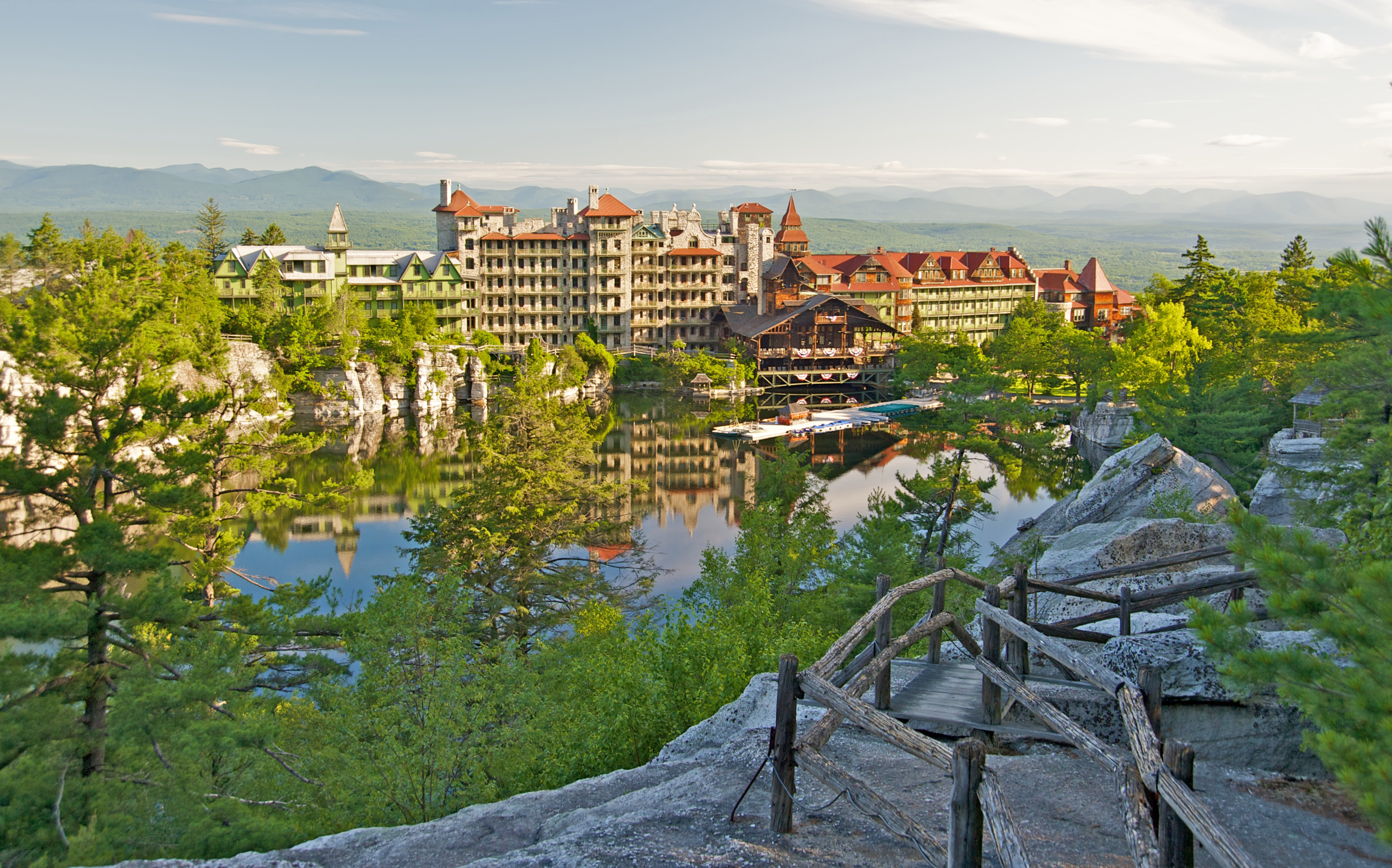
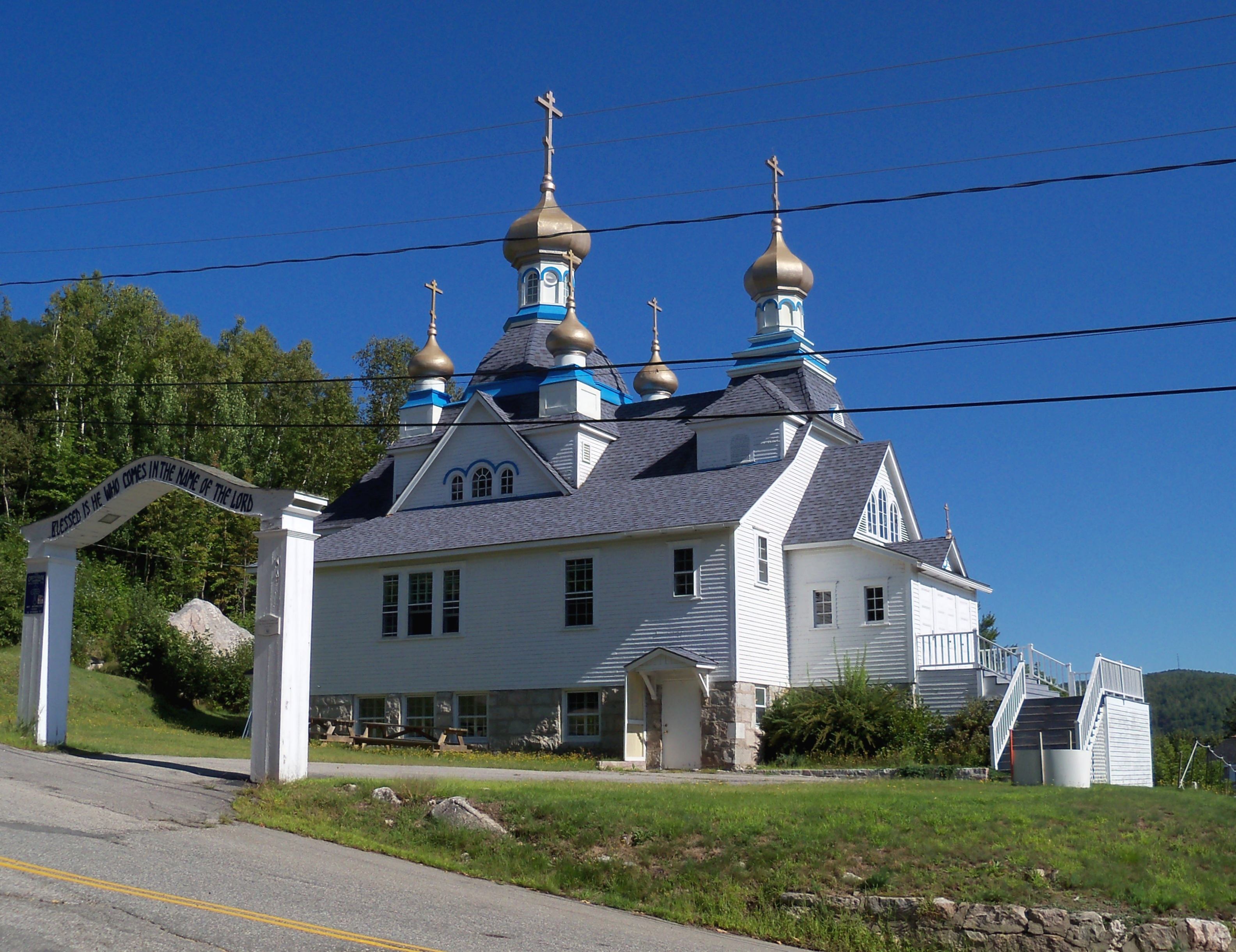
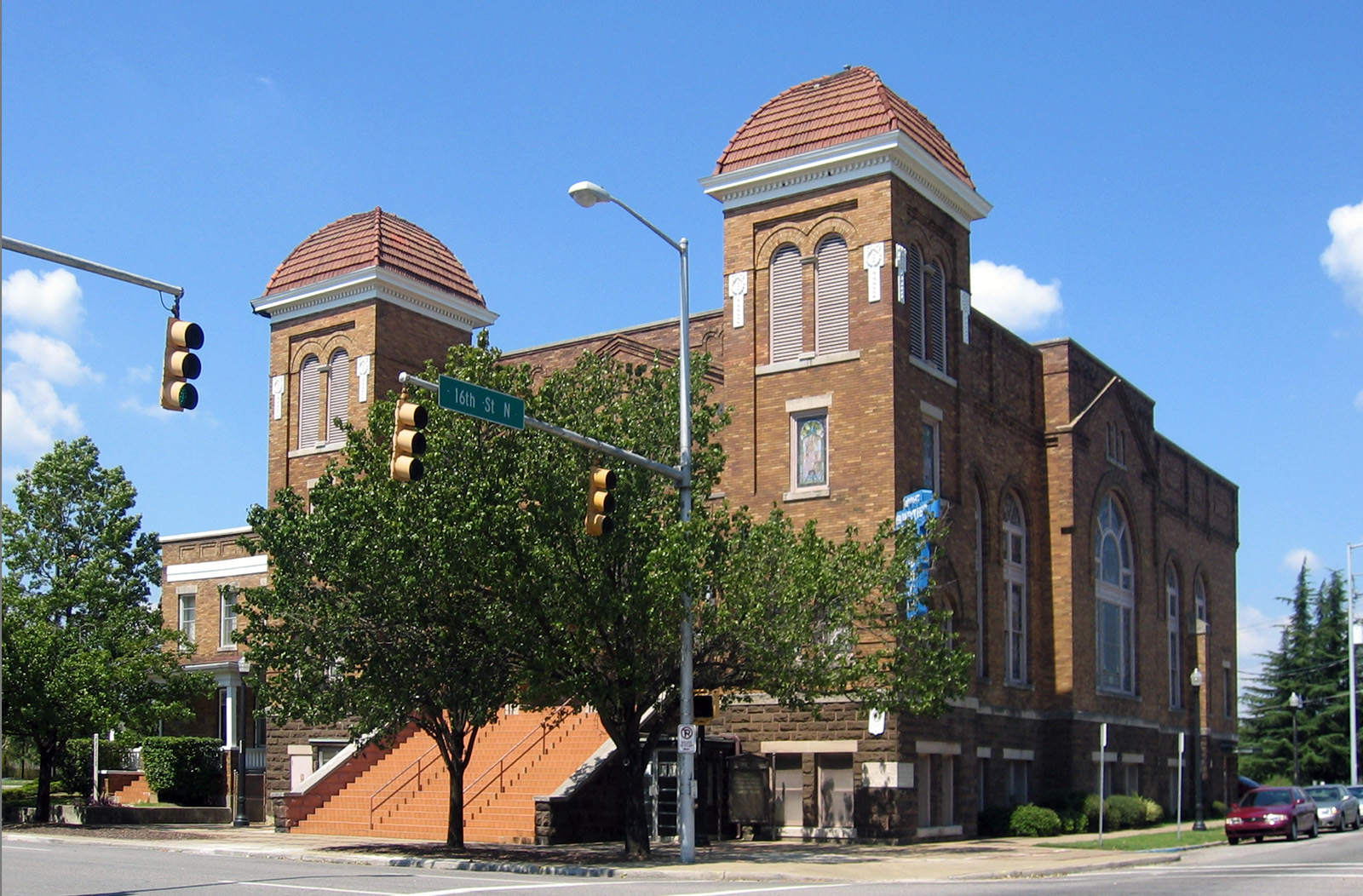
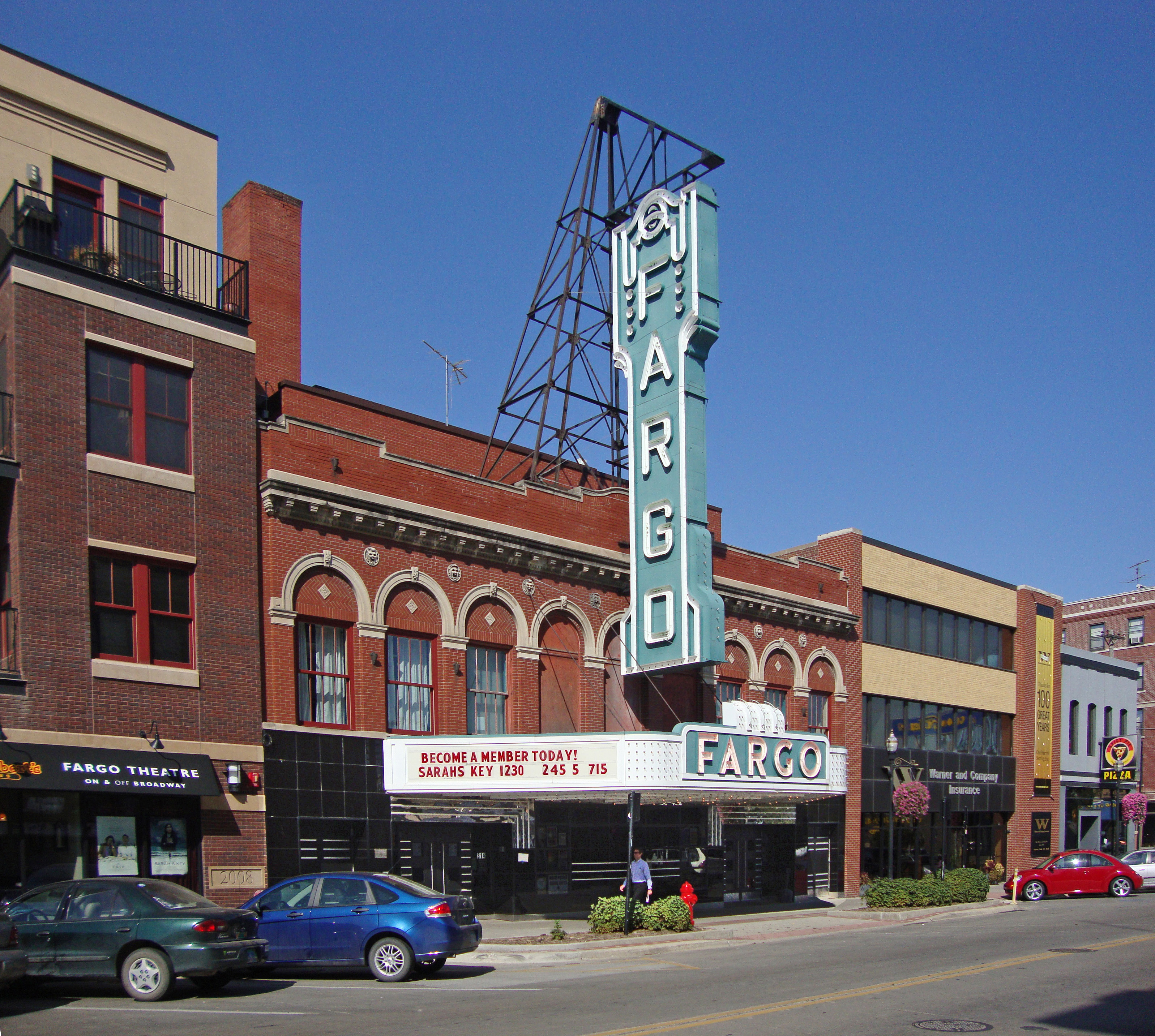
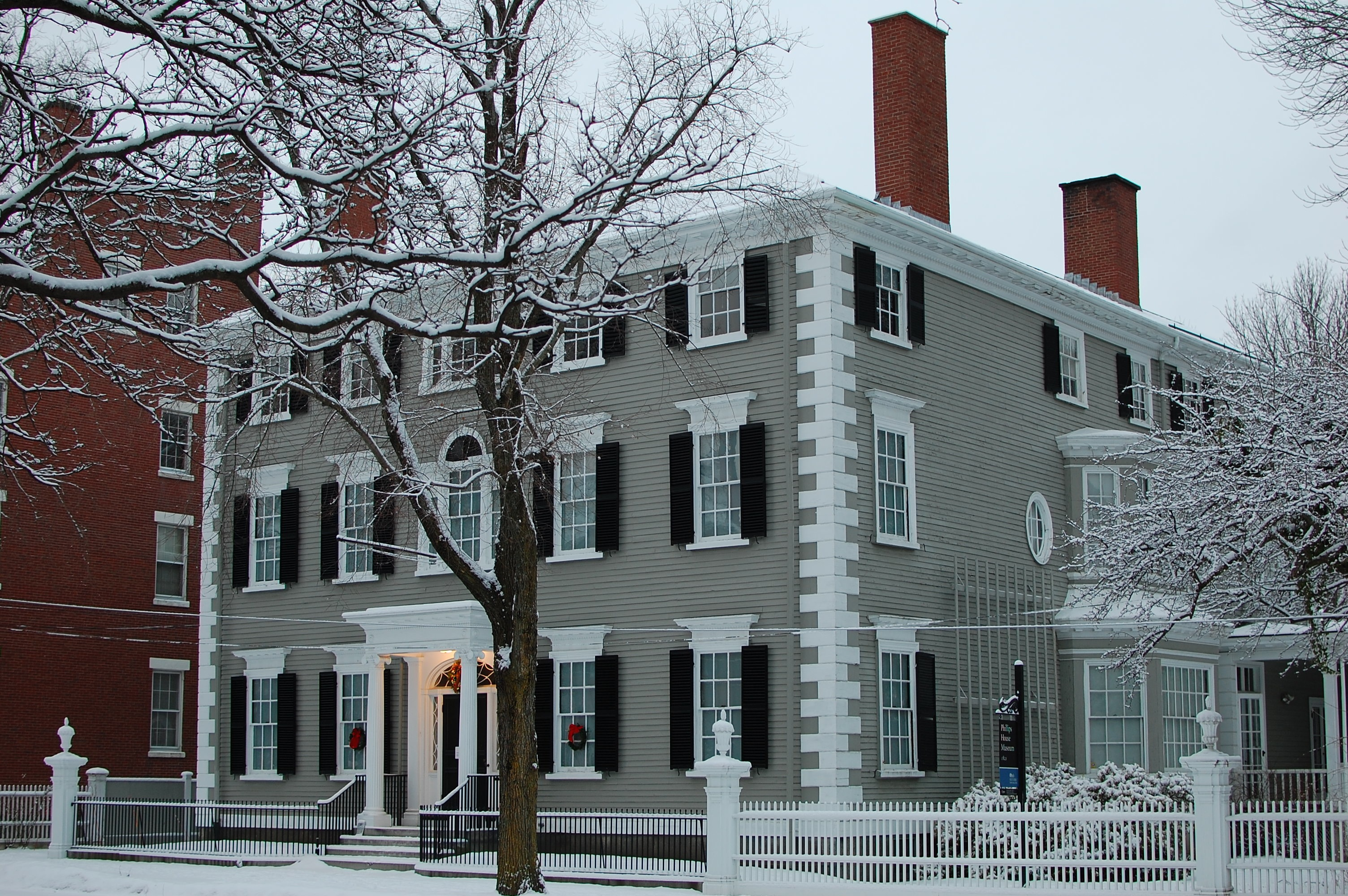
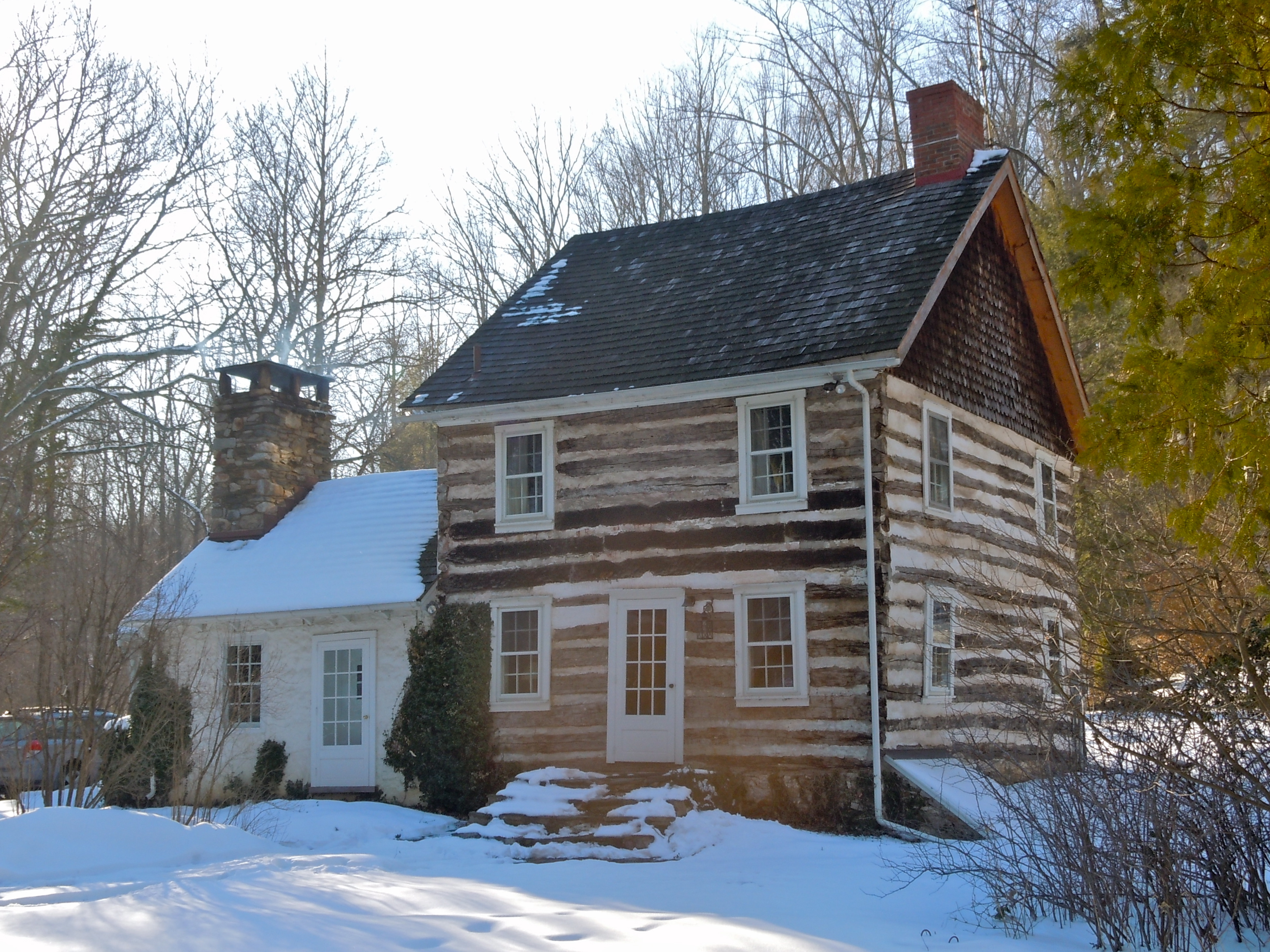